# ناجي شوكت

ناجي شوكت متقدما في السن

 ناجي شوكت (1891 - 1980 م)سياسي عراقي شغل منصب رئيس وزراء العراق في العهد الملكي، ووزير الداخلية.

## نشأته وسيرته
- ولد ناجي شوكت في مدينة الكوت بالعراق عام 1891م. كان والده شوكت باشا ال رفعت بك. وتنتمي عائلته إلى جماعة الوالي الشهير داود باشا والتي تعتبر عائلة تركية أو شركسية لقدومها من منطقة مجاورة لمدينة تبليسي الواقعة في شمال القوقاز. ومن أشقائه الدكتور صائب شوكت والدكتور سامي شوكت.
- تلقى تعليمه الأولي في الحلة حيث كان والده يشغل منصب قائمقام الحلة.
- تخرّج من كلية الحقوق في اسطنبول وعين لأول مرة بمنصب نائب المدعي العام في محكمة لواء الحلة سنة 1914، وعمل بالجيش السادس في بغداد وشارك في حرب العراق حيث أسره الإنجليز وأرسلوه إلى الهند، وعند اعلان الثورة العربية الكبرى بقيادة الشريف الحسين بن على التحق كغيرهِ من الضباط العرب المأسورين بجيش الثورة العربية الكبرى وشارك في حرب الحجاز. وعاد بعد تحرير سوريا من الاتراك إلى العراق وعمل مع جمعية العهد العراقية المناوئة للاحتلال البريطاني.

## مناصبه
عُيّن متصرفا للواء بغداد ، ثم متصرفا للموصل ثم عُيّن وزيرا للداخلية .واستطاع نيل ثقة الملك فيصل الأول بذكائه وطموحه ، فكلّفه بتشكيل وزارة عراقية تخلف وزارة نوري السعيد في أيلول عام 1932م واستمرت وزارته إلى آذار 1933م.
أثناء الحرب العالمية الثانية كان ناجي شوكت يشغل منصب وزير العدل في حكومة رشيد عالي الكيلاني. في 3 تموز 1940 أرسل الكيلاني ناجي شوكت في مهمة سرية إلى أنقرة ليلتقي السفير الألماني في تركيا حيث كان في نية الكيلاني توفير الدعم إلى ألمانيا الهتلرية إذا دخل العراق الحرب مقابل تعهد ألمانيا باستقلال العراق في حالة انتصارها .
وصلت أخبار هذه اللقائات السرية إلى المخابرات البريطانية مما أدى نزول أعداد كبيرة من الجنود الأنكليز إلى البصرة لإسناد الأمير عبد الإله الوصي على العرش العراقي الذي كانت له ميول بريطانية.
وعمل بعد ذلك وزيرا مفوضا للعراق في أنقرة، حتى قيام ثورة رشيد عالي الكيلاني، الذي استدعاه وعينه وزيرا للداخلية في حكومته. وبعد إخفاق الثورة انتقل إلى إيران ثم سافر إلى منفاه في جنوب أفريقيا التي استُدعي منها وقُدّم للمحاكمة وحكم عليه بالسجن لمدة 5 سنوات.
امتاز ناجي شوكت بالذكاء والنشاط والطموح والنزاهة والجرأة والاندفاع . وكان من مؤيدي زعامة الحاج أمين الحسيني في فلسطين . كما انه عارض الإنجليز في عام 1939 م مع العناصر الوطنية الأخرى كالعقداء الاربعة ورشيد عالي الكيلاني مما تسبب في ازمة سياسية مع بريطانيا أدّت لنشوب الحرب العراقية البريطانية في مايس 1941م.

## وزارة ناجي شوكت
تألفت وزارة ناجي شوكت من الوزراء التالية أسماؤهم:
1. رئيس مجلس الوزراء ناجي شوكت ووزيرا للداخلية
2. وزير المالية نصرت الفارسي
3. وزير العدلية جميل الوادي
4. وزير للاقتصاد والمواصلات جلال بابان
5. وزير الدفاع رشيد الخوجة
6. وزير الخارجية عبد القادر رشيد
7. وزير المعارف عباس مهدي

## وفاته
توفي ناجي شوكت باشا في بغداد في 11 مايو/ايار عام 1980م/1400هـ ودفن فيها.